# European Journalism Centre
L'European Journalism Center (EJC) és una entitat professional independent d'abast continental, sense ànim de lucre, amb seu a Maastricht, fundada en 1992, que treballa per la promoció del periodisme de qualitat a Europa i per assimilar els grans canvis tecnològics i culturals que acompanyen la digitalització dels mitjans.